# Lilltjärnen (Norrfjärdens socken, Norrbotten, 728307-175901)
Lilltjärnen är en sjö i Piteå kommun i Norrbotten och ingår i Rosåns huvudavrinningsområde.